# Кућни духови
Кућни духови су према веровању које је било укорењено у представама старих Словена углавном душе преминулих предака. Од предака се очекује заштита. Крсна слава као вид одавања поштовања заштитнику куће је обичај који је преузет из старословенске митологије и постао прихваћени део православног хришћанства. Како га није било могуће искоренити из народних веровања, дата је нова традиција по коме се тога дана славе одређени свеци, по народном веровању заштитници куће.

## Врсте
Сматра се да је Баник дух који живи у просторијама намењеним купању. Он не воли када се укућани купају ноћу и тако га узнемиравају. После купања треба му оставити топле воде у кофи. Злодух је обично кућни дух, а може бити везан за одређени предмет – његов господар је онај ко у тренутку поседује тај предмет. Злодух се стара само о себи, а услуге господару чини према паганском закону узајамности жртве: дајем да даш. Није реткост да демон, на крају као исход не јасне погодбе, узме све за учињену накнаду за учињене услуге. У јужнословенским веровањима могу се срести Мрачници који представљају душе злих предака, или можда само душе туђих предака, из суседства или неког другог племена. Они се скоро увек јављају у већем броју и описом одговарају мањим људима са крилима, попут слепих мишева. Ово су демони који су активни само ноћу, а бљују ватру и загађују воду. Сасвим им одговарају и Ноћнице - женски ноћни демони, које привлачи домаћа светлост, па се увлаче у куће и по мраку претурају посуђе. По неким особинама, Ноћница се описује као слична Мори, јер се понегде, када мушкарца заболе груди, каже се да су га Ноћнице сисале. Домаћи су кућни духови који имају везе са породичним обичајем и представљају душе предака и чуваре огњишта. Они штите кућу и породицу. Домаћи се појављују у већем броју, а појављују се само ноћу. Када падне ноћ долазе да се хране оним што укућани оставе на трпези. Њихово присуство одаје лупкање и шкрипање вратима, необично пуцкетање у тами. Верује се да су мирољубиви и несташне ћуди. Воле да уплаше укућане у чему су слични патуљцима.